# Operació Galàxia
Operació Galàxia fou el nom en clau que es va donar a un pla per executar un cop d'estat el 1978 a l'estat espanyol. Prengué el nom de la cafeteria Galaxia (actualment, Van Gogh Café), a Madrid, on es van reunir els oficials complotats l'11 de novembre de 1978. Pretenien aturar el procés de reforma política que estava portant l'estat espanyol des del franquisme a la democràcia.
La data prevista per al cop d'estat era el divendres 17 de novembre de 1978, coincidint amb un viatge oficial del rei Joan Carles I a Mèxic. El pla consistia en la presa del palau de La Moncloa, on detindrien el govern en ple, que en aquell moment estaria celebrant Consell de Ministres sota la presidència d'Adolfo Suárez, i tot seguit haurien forçat el rei a constituir un govern provisional de "salvació nacional". Les tres persones encarregades de l'operació eren el tinent coronel de la Guàrdia Civil Antonio Tejero, el capità de la Policia Armada Ricardo Sáenz de Ynestrillas i un coronel de l'Estat Major que no s'ha pogut identificar mai.
A part dels militars complotats, també hi eren presents un capità de la Policia Armada, un comandant d'Infanteria destinat a l'Acadèmia de la Policia Armada, i un comandant d'Infanteria de l'Estat Major de l'Exèrcit. Aquests tres van informar tot seguit els seus superiors i això va permetre desmuntar el complot. Tots tres es van salvar del consell de guerra.
El 8 de maig de 1980 foren jutjats els dos sospitosos principals, Tejero i Ynestrillas. Ambdós van declarar que la conversa de la cafeteria Galaxia tan sols havia estat «una discussió teòrica sobre la possibilitat de fer un cop d'estat», i no un complot real. El fiscal va demanar sis anys per a Tejero i cinc per a Ynestrillas, però només foren condemnats a set mesos i un dia, i a sis mesos i un dia, respectivament. Cap dels dos no perdé el seu grau militar, i Ynestrillas fins i tot fou ascendit a comandant quan li va tocar reglamentàriament. No hi va haver manera de saber el nom del tercer militar complotat.
Aquests militars van seguir conspirant contra la democràcia i, pocs anys després, van protagonitzar el cop d'estat del 23-F.